# Красный Борец (Краснодарский край)
Кра́сный Боре́ц — посёлок в Тихорецком районе Краснодарского края России.
Входит в состав Братского сельского поселения.

## Население
| 2002 | 2010 |
| ---- | ---- |
| 69   | ↘57  |

## Улицы
- ул. Западная,
- ул. Кубанская[4].